# Енергетика у Србији
Енергетика у Србији почела је да се развија током и пред сам крај XIX века. Прва електрична централа у земљи подигнута је 1891. године у Београду, осам и пет година после оних у Паризу и Берлину. Убрзо затим, централе су добили и Ваљево, Стара Пазова, Кикинда, Вршац и Суботица. У Војводини, због специфичних историјских прилика електрификација је спроведена у потпуности на самом крају XIX и почетком ХХ века. Са друге стране, електрична енергија на Космету уводи се тек 1925. године у Призрену. Затим следе Приштина, Пећ, Косовска Митровица и др.

## Историја
Прва хидроцентрала у Србији подигнута је 1900. године у сливу Западне Мораве, тј. на реци Ђетињи - ХЕ „Под Градом“. Укупан хидроенергетски потенцијал река Србије је 16,74 милијарде киловат часова. Највећи потенцијал имају сливови Дрине и Дунава. Највећа ХЕ је „Ђердап I“, са 1083 мегавата link Архивирано на веб-сајту  (7. новембар 2017). Прва термоелектрана у Србији саграђена је на Дорћолу у Београду 1893. године. Први рудник угља отворен је 1804. године на Фрушкој гори - Врдник. У периоду 1942-1943. спроведена су прва истраживања потенцијално нафтоносних терена. Прва бушотина направљена је 1947. године у Банату (Велика Греда), а 1949. основано је предузеће Нафтагас.

## Хидроенергетика
У Србији је хидроенергетика развијена од почетка ХХ века. Постоји велики број хидроцентрала, од којих је неколико од државног и регионалног значаја, а остале су локалног значаја.
Од укупне производње електричне енергије, 25,4% производи у хидроелектранама, што је само 34% од укупних инсталисаних електроенергетских потенцијала за производњу струје.
Енергетском систему Дрине припадају: ХЕ „Бистрица“ и ХЕ „Потпећ“ на Лиму, затим ХЕ „Сјеница“ и ХЕ „Кокин Брод“ на Увцу и ХЕ „Бајина Башта“ и ХЕ „Зворник“ на самој Дрини. Сливу Западне Мораве припадају ХЕ „Под Градом“ на Ђетињи, ХЕ „Овчар“ и ХЕ „Међувршје“ на Морави, затим подземна ХЕ „Рас“ на Рашкој, те ХЕ „Газиводе“ на Ибру. На Дунаву су ХЕ „Ђердап I“ и ХЕ Ђердап II. Слив Белог Дрима одликује се са неколико централа: у близини Пећи су ХЕ „Радовац“ и ХЕ „Брод“, у долини Дечанске Бистрице је ХЕ „Кожњар“, на самом Дриму је ХЕ „Жур“, на Призренској Бистрици ХЕ „Призренка“ и коначно на Бродској реци је ХЕ „Диканце“. Треба помнеути и ХЕ „Соколицу“ на Тимоку, затим ХЕ „Завој“ на Височици и на реци Врли ХЕ„ Врла I“, „II“, „III“ и „IV“.

## Термоенергетика
На бази развоја угљарске и нафте привреде отпочела је и изградња термоелектрана у Србији. Прва термоцентрала на овим просторима почела је са радом 1893. године на Дорћолу у Београду, захваљујући професору физике Ђорђу Станојевићу. Шести октобар, дан пуштања у рад, обележава се као дан Електропривреде Србије. Након тога 1932. отворена је још једна ТЕ у Београду, а 1948. и Термоелектрана Мали Костолац код Костолца.
Данас у Србији постоје следеће електране: у басену Колубаре — Никола Тесла А и Б и Колубара, затим Костолац А и Костолац Б у костолачком басену. На Великој Морави код Свилајнца је ТЕ Морава. У Косовском басену су ТЕ Косово, Те Обилић А и ТЕ Обилић Б и ТЕ Трепча, док у Метохијском постоје ТЕ Ђаковица и ТЕ Ораховац. У Војводини ТЕ постоје у Зрењанину и Новом Саду. Најјача ТЕ у Србији је „Никола Тесла А“ са укупном снагом од 1.650 MW.

## Лежишта нафте и гаса
Нафта и природни гас отпочела су за време Другог светског рата, а од 1949. године је интензивирана оснивањем Нафтагаса. На основу истраживања закључено је да на територији Србије постоје лежишта са укупно 400 милиона тона резерви нафте. Највећа лежишта „црног злата“ лоцирана су у Банату: Мокрин, Кикинда, Елемир, Бока, Јаношик, Јерменовци, Локве. У Бачкој то су Келебија, Велебит и Палић. Лежишта земног гаса су: Мокрин, Кикинда, Елемир, Торда, Међа, Бегејци, Пландиште, Велика Греда, Тилва (Банат) и Србобран (Бачка).
Потенцијална налазишта нафте и гаса утврђена су у Западном Поморављу између Чачка и Краљева, затим у Косовској котлини и на истоку око Тимока (Влашко-понтијски басен) у Гетској депресији.

## Лежишта угља
Угаљ се према проценту угљеника може поделити на: антрацит (више од 90%), камени (75-90%), мрки (60-75%), лигнит (50-60%) и тресет (мање од 50%). У Србији има укупно око 18.100 милиона тона угља, од чега чак 17.300 милиона тона отпада на лигнит. Експлоатација угља на нашим просторима отпочела је у XII веку, а развила се највише у XVIII и XIX веку. Први рудник у Србији отворен је 1804. године у Врднику на Фрушкој гори.
Камени угаљ заступљен је у источној Србији — Мироч, Добра, Ртањ, Влашко Поље, Вршка Чука, Добра Срећа, Стара планина, Подвис, Тресибаба, као и у долини Ибра — Ушће, Тадење, Јарандо, Баљевац. Лежишта мрког угља су најбројнија у источном и југоисточном делу земље: Ракова Бара, Ресавица, Крепољин, Сење, затим Ћићевац, Боговина и Јелашница. Мрко-лигнит заступљен је долини Млаве (Пољана, Петровац), затим Деспотовац, Сокобања, Топлица и у Западном Поморављу (Ужице, Косјерић, Чачак). Најбројнија и најбогатија су налазишта лигнита: Колубарски басен (Велики Црљени, Вреоци, Јунковац, Тамнава), затим Костолачки (Ћирковац, Дрмно, Кленовик) и Тимочки (Аврамица, Лубница). Највеће лежиште лигнита је на Косову и на Метохији са по 500 и 1700 км².

## Лежишта уљаних шкриљаца
Уљани шкриљци су седиментна стена чијом се прерадом добија синтетичка нафта. У Србији се утврђена веома богата лежишта овог енергента која су процењена на две милијарде тона (прерадом би се добило око 210 милиона тона нафте). Уљани шкриљци се јављају у неколико зона — долина Тимока, Понишавље, Западно и Јужно Поморавље, затим Подунавље, Подриње и Колубара и Шумадија. Најбогатије и најперспективније лежиште је код Алексинца. Прва истраживања су обављена на овом локалитету крајем XIX века.

## Нуклеарна енергија
Чланом 267 кривичног закона Републике Србије забрањена је свака изградња нуклеарних постројења, а Република Србија је шеста земља у свету која је уклонила високообогаћени уранијум са своје територије.

## Савез енергетичара
У Србији, још од 1919. године постоји Савез енергетичара, са седиштем у Београду. Циљ савеза је стварања повољне атмосфере у енергетском сектору. Својим члановима пружа широку палету помоћи у радним и информативним областима, организујући: семинаре, саветовања, учешће на изложбама, специјализованим манифестацијама на којима се представљају могућности, стање и развојних потребе енергетске привреде Србије, као и домаћих и страних фирми из овог сектора. Савез је оснивач и издавач часописа Енергија.